# Spilosoma benesignata
Spilosoma benesignata är en fjärilsart som beskrevs av Barend J. Lempke 1948. Spilosoma benesignata ingår i släktet Spilosoma och familjen björnspinnare. Inga underarter finns listade i Catalogue of Life.